# Tour de Moluques
El Tour de Moluques (oficialment Tour de Moluccas) és una cursa ciclista anual a l'arxipèlag de Moluques, a Indonèsia. Iniciada el 2017, forma part de l'UCI Àsia Tour.

## Llista de guanyadors
| Any  | Guanyador    | Segon        | Tercer      |
| ---- | ------------ | ------------ | ----------- |
| 2017 | Marcus Culey | Jai Crawford | Jesse Ewart |